# 1597 год в музыке

## События
- 6 октября — Итальянский композитор и музыкант Эрколе Пасквини[итал.] официально назначен органистом Юлианской капеллы собора Святого Петра, сменив на этом посту Джована Баттиста Зуккелли. Он занимал этот престижный пост до 31 мая 1608 года.
- Английский лютнист и композитор Роберт Джонс[англ.] получил степень бакалавра музыки в колледже Сент-Эдмунд-Холл[англ.] в Оксфорде.
- Итальянский певец и композитор Джинольфо Даттари[нем.] после смерти Андреа Рота (1553–1597) назначен временным дирижёром капеллы Сан-Петронио и занимал этот пост в течение 18 месяцев.
- Итальянский композитор, органист и теоретик музыки Джироламо Дирута, много лет прослуживший органистом в соборах Венеции, стал органистом собора в Кьоджи.
- Итальянский композитор, музыкант и педагог Луццаско Луццаски, много лет служивший главным органистом при дворе герцогов д’Эсте в Ферраре, остался в 1597 году после смерти Альфонсо II и присоединения герцогства к Папской области, остался в Ферраре на службе у кардинала П. Альдобрандини.
- Английский композитор Питер Филипс стал органистом в Брюсселе при дворе эрцгерцога Альбрехта VII Габсбургского и его жены Изабеллы Клары Евгении, соправителей испанских Нидерландов.
- Итальянский композитор и музыкант Алессандро Пиччинини[итал.], служивший при дворе герцога Альфонсо II в Ферраре, после его смерти стал лютнистом у папского легата кардинала Альдобрандини в Болонье, и эту должность занимал до самой смерти.
- Итальянский композитор Чезаре де Захария[нем.] назначен капельмейстером при дворе Гогенцоллернов в Хехингене.

## Публикации

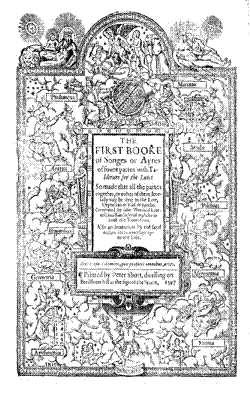
Книга Джона Дауленда The Firste Booke of Songes, изданная в Лондоне в 1597 году.

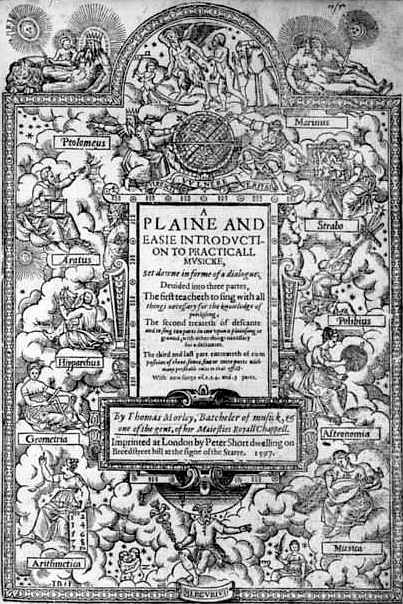
Книга Томаса Морли A Plaine and Easie Introduction to Practicall Musicke («Простое и доступное введение в практическую музыку»), изданная в Лондоне в 1597 году.

- Грегор Айхингер[нем.] — Третья книга мотетов (Нюрнберг: Пауль Кауфманн)
- Джамматео Азола[итал.] — Vespertina omnium solemnitatum psalmodia для двух хоров (Венеция: Риккардо Амадино[итал.])
- Ипполито Баккузи[итал.] — Psalmi omnes qui a S. Romana Ecclesia in solemnitatibus ad vesperas decantari solent…, для восьми голосов (Венеция: Риккардо Амадино), также включает два Magnificats
- Адриано Банкьери
  - Hora prima di recreazione, первая книга канцонетт для трех голосов (Венеция: Риккардо Амадино)
  - Первая книга мадригалов для четырёх голосов (Венеция)
- Иоахим фон Бурк[нем.] — Die Historia des Leidens Jesu Christi auss dem Evangelisten S. Luca (История страстей Иисуса Христа евангелиста Святого Луки) для пяти голосов (Мюльхаузен: Иероним Рейнхард)
- Зет Кальвизий — Harmonia cantionum ecclesiasticarum для четырёх голосов (Лейпциг: Якоб Апель), сборник лютеранских гимнов
- Джованни Кроче
  - Vespertina omnium solemnitatum psalmodia для восьми голосов (Венеция: Джакомо Винченти), содержит псалмы для вечерни.
  - Первая книга мотетов для четырёх голосов (Венеция: Джакомо Винченти)
- Джироламо далла Каса — Первая книга мотетов для шести голосов (Венеция: Риккардо Амадино)
- Джон Дауленд — The First Booke of Songes с табличкой для лютни (Лондон: Питер Шорт)
- Йоганн Эккард
  - Geistlicher Lieder auff den Choral oder gemeine Kirchen Melodey для пяти голосов в двух томах (Кёнигсберг: Георг Остербергер)
  - Echo на восемь голосов (Кёнигсберг, Георг Остербергер), свадебная песня
  - Epithalamion (Ein Sprichwort ist) для шести голосов (Кёнигсберг, Георг Остербергер), свадебная песня
- Джованни Габриэли — Sacrae Symphoniae, Книга 1, 45 мотетов на 6-16 голосов и инструментов (Венеция: Анджело Гардано)
- Якоб Галлус — Sacrae cantiones de praecipuis festis per totum annum для четырёх, пяти, шести, восьми и более голосов (Нюрнберг: Александр Филипп Дитрих), сборник мотетов, опубликованный посмертно.
- Бартоломеус Гезиус[нем.]
  - Hymni scholastici для четырёх голосов (Франкфурт-на-Одере: Андреас Эйхорн)
  - Echo (Qualia jam resonet) для десяти голосов (Франкфурт-на-Одере: Андреас Эйхорн), выпускной мотет
  - Энтони Холборн[англ.] — Cittarn Schoole (Лондон: Питер Шорт), сборник песен для цитра
- Джордж Кирби[англ.] — The first set Of English Madrigalls, to 4. 5. & 6. voyces (Лондон: Томас Эсте)
- Джованни де Мак — Третья книга мадригалов для пяти голосов (Феррара: Витторио Бальдини)
- Симоне Молинаро[итал.] — Первая книга мотетов для пяти голосов и месс для десяти голосов (Венеция: Джакомо Винченти)
- Томас Морли
  - A Plaine and Easie Introduction to Practicall Musicke («Простое и доступное введение в практическую музыку»)
  - Canzonets, or little short aers to five and sixe voices (Лондон: Питер Шорт)
- Пьетро Паче (итал. Pietro Pace) — Madrigali a cinque voci con uno a sei & un dialogo a sette (Венеция: Риккардо Амадино)[1]
- Асприлио Пачелли — Первая книга мотетов и псалмов на восемь голосов (Рим: Николо Мутии)
- Орфео Векки[итал.]
  - Первая книга месс для четырёх голосов (Милан: Франческо и наследники Симона Тини)
  - Первая книга мотетов для пяти голосов (Милан: наследники Франческо и Симона Тини)
- Орацио Векки
  - Canzonette a3
  - L’Amfiparnasso, мадригальная комедия
- Филипп де Монте — Восемнадцатая книга мадригалов на пять голосов
- В Антверпене издатель Петрус Фалезиус издал сборник светских песен для четырёх, пяти и шести голосов Le Rossignol musical des chansons «для удовольствия тех, кто любит петь на французском языке». В антологию вошли композиции фламандских композиторов, как антверпенских, таких как Певернаж[нидерл.] и Корнет[нидерл.], так и работавших за границей, таких как Рожье[нидерл.] и Монте, а также французских, таких как Лежён и Кенье[фр.]. Хотя некоторые из произведений были опубликованы ранее, большинство из них уникальны для этого издания[2].
- Немецкий композитор Пауль Люткеманн[нем.] опубликовал сборник Neuer Lateinischer und deutscher Gesenge, Teil 1, Alten-Stettin, в который включил работы штеттинских композиторов, таких как Эккехард Окс, Питер Тенхэф, Вальтер Вербек и Луц Винклер[3].

## Классическая музыка
- Филипп Николаи — хорал Wie schön leuchtet der Morgenstern («Как красиво сияет утренняя звезда»; опубликован в 1599).
- Джованни Джакомо Гастольди — Il secondo libro de Completorium

## Опера
- Якопо Пери — «Дафна[итал.]» (самое раннее известное произведение, которое по современным меркам можно считать оперой; не сохранилась)[4][5][6].

## Родились
- 22 июня — Вирджилио Мадзокки, итальянский композитор, дирижёр и музыкальный педагог эпохи барокко (ум. в 1646).
- предположительно
  - Андерс Дюбен старший[швед.] — шведский композитор и капельмейстер немецкого происхождения (ум. в 1662).
  - Луиджи Росси, итальянский композитор, органист и вокальный педагог (ум. в 1653).

## Умерли
- 29 января — Элиас Николаус Аммербах[нем.], немецкий органист и аранжировщик эпохи Возрождения, издал первый в Германии печатный сборник органной музыки (род. в 1530).
- 24 марта — Мартин Киннер фон Шерффенштейн[нем.], немецкий автор духовных песен (род. в 1534).
- 6 июня — Уильям Ханнис[англ.], английский протестантский поэт, драматург и композитор (год рождения неизвестен).
- 18 июля — Джованни Пьеро Маненти[нем.], итальянский композитор позднего Возрождения (род. в 1535).
- 7 октября — Франческо Ровиго[итал.], итальянский композитор и органист позднего Возрождения (род. 1540/1541).
- 23 октября — Цириак Шнегас[нем.], немецкий евангелический пастор и автор гимнов (род. в 1546).

Дата смерти неизвестна
- Иоганн Леон[нем.], лютеранский пастор и автор гимнов (род. в 1531).
- (между 2 июня 1597 и 28 октября 1598) Антон Госсвин[англ.], фламандский композитор (род. ок. 1546).
- Ханс тер Борх[англ.], голландский литейщик пушек и колоколов (род. в 1540).
- Чезаре де Захария[нем.], итальянский композитор (дата рождения неизвестна).